# Michael Selk
Michael Selk (* 1943 in Berlin) ist ein Hamburger Politiker der Sozialdemokratischen Partei Deutschlands und ehemaliges Mitglied der Hamburgischen Bürgerschaft.

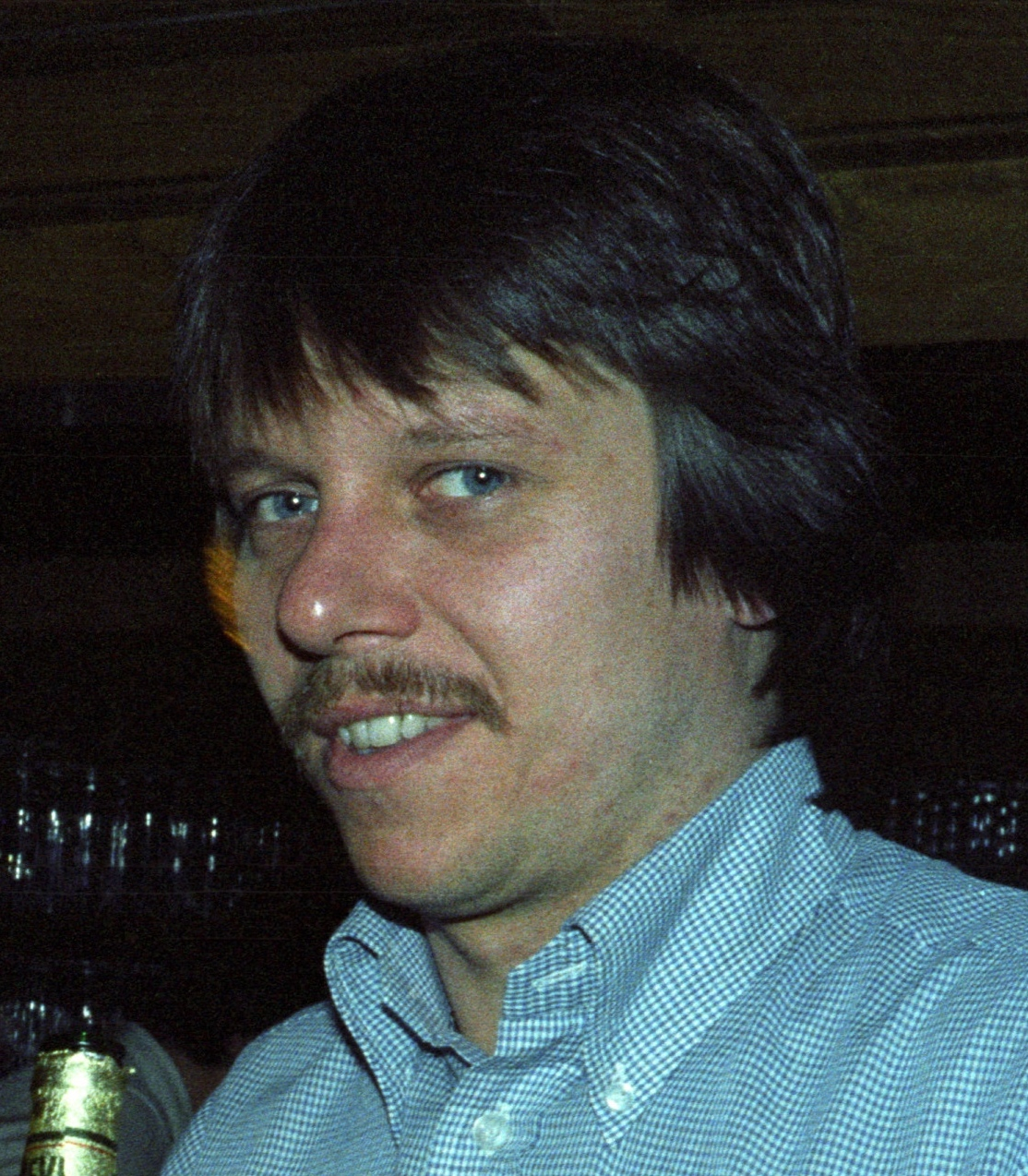
Michael Selk

Selk ist studierter Soziologe und arbeitete als wissenschaftlicher Angestellter. 1984 verfasste er eine Dissertation zum Thema „Geschlecht und Berufswahl“ an der Universität Hamburg.
Von November 1986 bis 1993 saß er in der Hamburgischen Bürgerschaft und war für  seine Fraktion unter anderem im Haushaltsausschuss, im Ausschuss für Inneres und den öffentlichen Dienst sowie im Ausschuss für Wissenschaft und Forschung. 
Mit der ehemaligen Bürgerschaftsabgeordneten Petra Brinkmann sitzt er im Vorstand des „Hamburger Hospizes im Helenenstift“. Dort übernimmt er die Aufgabe des Schatzmeisters.